# 恭子 (小惑星)
恭子（きょうこ、35441 Kyoko）は、小惑星帯に位置する小惑星。
1998年、静岡県の裾野観測所で、秋山万喜夫が発見した。

## 名称
バルセロナオリンピック（1992年）の女子200メートル平泳ぎで金メダルを獲得した岩崎恭子に因む。命名は2003年6月の小惑星回報で公表された。

## 註
1. ↑  “NEW NAMES OF MINOR PLANETS” (PDF). The Minor Planet Circulars (Minor Planet Center):  562. (2003-6-14). ISSN 0736-6884 2012年10月16日閲覧。.